# São Bentinho
São Bentinho is een gemeente in de Braziliaanse deelstaat Paraíba. De gemeente telt 4214 inwoners (schatting 2009).
De gemeente grenst aan Cajazeirinhas, Catingueira, Condado en Pombal.